# Marianne Jovy-Nakatenus
Marianne Jovy-Nakatenus (* 5. Juni 1906 in Bonn; † 17. Oktober 1978 in Meerbusch) war eine deutsche Bildhauerin.

## Leben

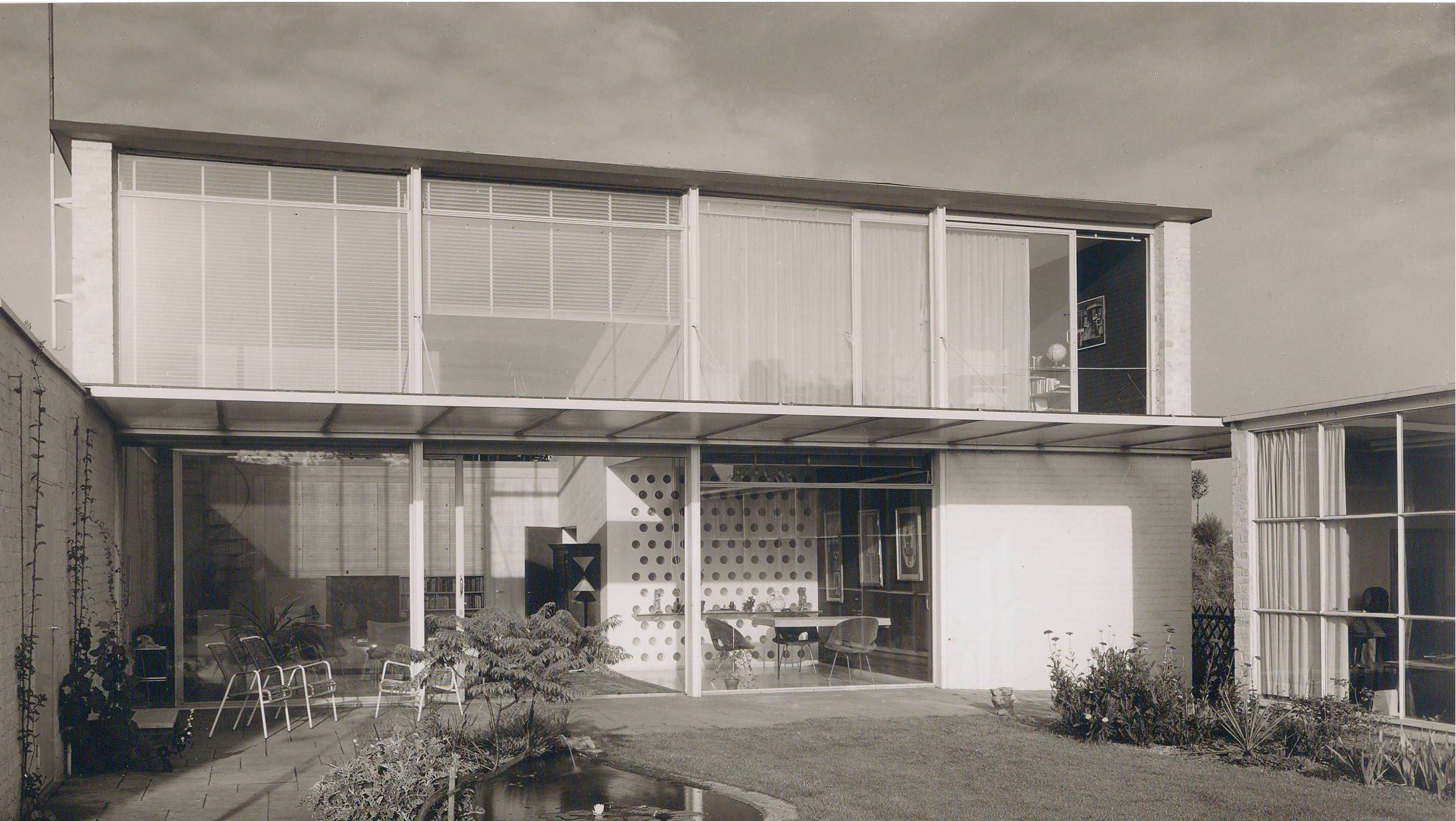
Haus Nakatenus, Kaiser-Friedrich-Ring 94, Düsseldorf-Niederkassel, Architekt: Bernhard Pfau

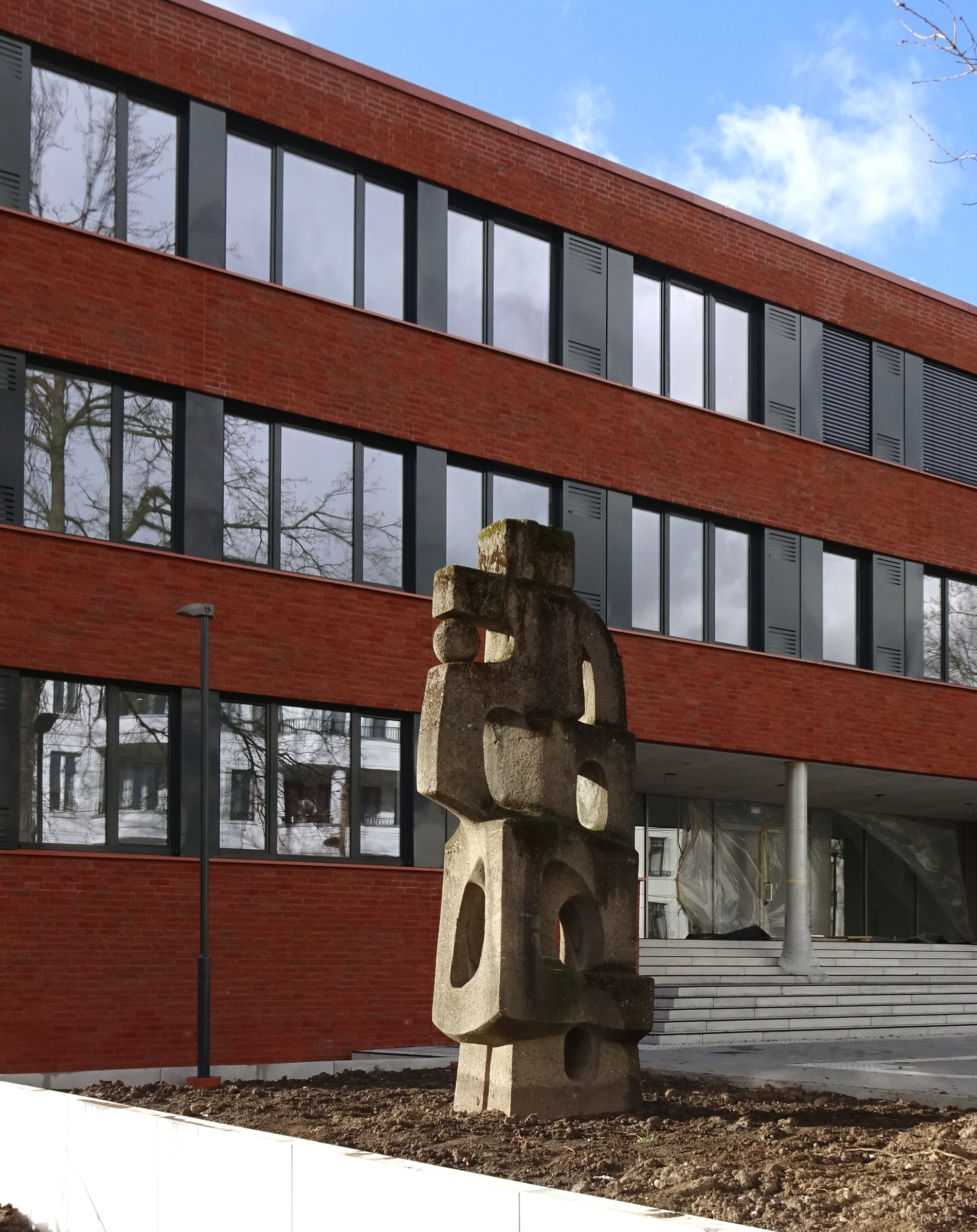
Ohne Titel (1964), Friedrich-von-Bodelschwingh-Schule, Düsseldorf-Oberkassel

Marianne Jovy studierte von 1927 bis 1928 an der Kunstakademie Düsseldorf bei Hubert Netzer. 1933 gewann sie den Wettbewerb um ein „Denkmal zur Erinnerung an die Separatistenabwehrkämpfe 1923“ auf dem Himmerich bei Bad Honnef. Für den Gipfel des Berges hatte sie ein 14 Meter hohes Kreuz entworfen. Zur Grundsteinlegung erschien unter anderem Reichspropagandaminister Joseph Goebbels. Gegen ihren Entwurf erhob sich heftige Kritik, unter anderem durch den Kölner Architekten Franz Brantzky, der ein überdimensionales germanisches Schwert als Alternative vorschlug. Aus Kostengründen wurde das Denkmal nicht errichtet. 1934 hatte Jovy eine Ausstellung mit Leo Breuer in Den Haag, 1935 ihre erste Ausstellung in Köln. Nach der Heirat mit Wilhelm Nakatenus zog sie nach Düsseldorf. Nach dem Zweiten Weltkrieg unternahm sie Studienreisen in zahlreiche europäische Länder sowie nach Ägypten.
Marianne Jovy-Nakatenus schuf Büsten, Akte und abstrakte Bildwerke in Marmor, Porphyr und Bronze. Später trat sie durch Bauplastik und Kunst am Bau hervor, etwa zwei abstrakte Arbeiten für die Friedrich-von-Bodelschwingh-Schule im Düsseldorfer Stadtteil Oberkassel (Cimbernstraße 4), eine Bronze im Pausenhof und eine Steinskulptur am Haupteingang (beide 1964). Für die mit ihr verwandten Eheleute Maria und Paul Jovy, die am 4. März 1945 im Keller ihres Hauses bei einem Bombenangriff umgekommen waren, fertigte sie 1950 einen Grabstein, der auf dem Südfriedhof in Brühl unter Denkmalschutz steht. Für einen Gedichtband des Schriftstellers und Kunstkritikers Gerd Vielhaber (1908–1983) schuf sie Buchschmuck und Illustrationen.
In Düsseldorf, wo sie in den 1950er Jahren ein Atelier in einer Scheune an der Oberkasseler Straße hatte, das später Günther Uecker übernahm, gehörte sie zu den Mitgliedern der Rheinischen Sezession und der Neuen Rheinischen Sezession. Auf der 6. Ausstellung des Deutschen Künstlerbundes in Düsseldorf war sie vertreten. In den 1950er Jahren ließ sie sich von dem Architekten Bernhard Pfau in Düsseldorf-Niederkassel das Haus Nakatenus im Stil der Nachkriegsmoderne errichten. Als Bildhauerin unterstützte sie den Architekten in den 1960er Jahren bei der Realisierung des Düsseldorfer Schauspielhauses.
1956 erhielt sie den Förderpreis des Cornelius-Preises der Stadt Düsseldorf. Ihren Nachlass verwahrt das Rheinische Archiv für Künstlernachlässe.